# Hans-Jürgen Imiela
Hans-Jürgen Imiela (* 5. Februar 1927 in Hannover; † 31. Juli 2005) war ein deutscher Kunsthistoriker und Hochschullehrer.

## Leben und Wirken
Hans-Jürgen Imiela war der Sohn von Georg Imiela und Alma Imiela, geborene Becker. Er studierte von 1947 bis 1955 Kunstgeschichte und Archäologie sowie Vor- und Frühgeschichte an der Universität Mainz. Dort wurde er 1955 bei Friedrich Gerke mit einer Arbeit über die Porträtmalerei von Lovis Corinth zum Dr. phil. promoviert und Akademischer Rat am Kunstgeschichtlichen Institut. Von 1945 bis 1947 und 1955/1956 war er bei der Niedersächsischen Landesgalerie Hannover tätig, von 1956 bis 1960 Assistent an der TH Darmstadt und ab 1960 an der Universität Mainz. 1975 habilitierte er sich. Er lehrte als Professor an der Universität Mainz, wo er auch als Akademischer Direktor wirkte und wurde 1992 emeritiert. Zu seinen Arbeitsschwerpunkten als Kunsthistoriker gehörten deutsche Maler, insbesondere Max Slevogt, und die Sammlung von Franz Josef Kohl-Weigand.
Hans-Jürgen Imiela wurde 1987 gemeinsam mit Wilhelm Weber mit der Max-Slevogt-Medaille ausgezeichnet. Der vom Kunstverein Eisenturm Mainz alle zwei Jahre ausgelobte „Mainzer Kunstpreis Eisenturm“ wird als „Hans-Jürgen Imiela-Gedächtnispreis“ vergeben.

## Schriften
- Die Porträts Lovis Corinths. Philosophische Dissertation. Johannes-Gutenberg-Universität Mainz 1955. Veröffentlicht 1957.
- Max Slevogt. Teil 1: Gemälde, Aquarelle, Zeichnungen. Kohl-Weigand, St. Ingbert/Saar 1957.
- Max Slevogt und Neukastel. Kohl-Weigand, St. Ingbert/Saar 1957.
- Otto Dill. Braun, Karlsruhe 1960.
- mit Lutz Wilde, Friedrich Gerke: Pierre-Auguste Renoir. Kunstgeschichtliches Institut, Mainz 1961.
- mit Wilhelm Weber: Die Sammlung Kohl-Weigand. Moos, Heidelberg/Berlin 1961. Neuausgabe 1967.
- (Hrsg.): Johannes Sievers: Max Slevogt. 1890–1914. Impuls, Heidelberg 1962.
- Max Slevogt. Eine Monographie. Braun, Karlsruhe 1968.
- Max Liebermann als Zeichner. Ausstellungskatalog. Gesellschaft für Bildende Kunst, Mainz 1970.
- Romantik und Realismus (= Aufbruch der Druckgraphik von der Romantik bis zur Gegenwart. Teil 3). Schroll, Wien/München 1973, ISBN 3-7031-0293-4.
- Emy Roeder. Landesbildstelle Rheinland-Pfalz, Mainz 1973.
- (Red.): Denkmalschutz und Denkmalpflege in Rheinland-Pfalz. Erreichtes, Verluste, Aufgaben. Zechner, Speyer am Rhein 1976.
- Max Liebermann und sein Kreis. Ausstellungskatalog. Galerie Koch, Hannover 1981.
- Max Slevogt als Illustrator. Ausstellungskatalog. Kunstverein Speyer 1982.
- Der Maler Heinrich Bürkel. Ausstellungskatalog. Edition PVA, Landau/Pfalz 1982, ISBN 3-87629-23-6.
- Fritz Steisslinger, 1891–1957. Leben und Werk. Theiss, Stuttgart 1990, ISBN 3-8062-0840-9.
- Michael Lipp (Hrsg.): Brunnen, Denkmäler und Plastiken in Mainz. Versuch einer Bestandsaufnahme. Mit Ausführungen zum Thema von Hans-Jürgen Imiela. Schmidt, Mainz 1991, ISBN 3-87439-198-1.
- mit Rudolph Angermüller, Franz Hermann Franken: Mozarts Opern im Werk von Max Slevogt und Hans Meid. Bock, Bad Honnef 1996, ISBN 3-87066-387-1.
- mit Kuno Schlichtenmaier, Heinz Spielmann: Wilhelm Loth: Plastik, Zeichnung, Malerei. Ausstellungskatalog. Edition Schlichtenmaier, Grafenau 1992, ISBN 978-3-89298-075-9.
- Bruno Müller-Linow, 1909–1997. Drachen, Alsbach 1999, ISBN 3-9802357-8-5.